# 1829 Dawson
1829 Dawson је астероид главног астероидног појаса чија средња удаљеност од Сунца износи 2,251 астрономских јединица (АЈ).
Апсолутна магнитуда астероида је 12,5.